# Жатва (картина Брейгеля)
«Жатва» (нидерл. De korenoogst, англ. The Harvesters) — картина, написанная в 1565 году нидерландским художником Питером Брейгелем Старшим (Pieter Bruegel de Oude, около 1520/1525—1569). Картина принадлежит музею Метрополитен в Нью-Йорке. Она написана маслом по дереву, размер — 119 × 162 см.

## Описание
Картина «Жатва» принадлежит к циклу картин Брейгеля, известных под общим названием «Времена года». Считается, что она соответствует позднему лету (августу) или двум месяцам (июлю — августу или августу — сентябрю). Действие происходит в жаркий летний день. На картине изображено пшеничное поле на холме. У края поля часть скошенной пшеницы уже сложена в копны и скирды. С холма открывается идиллический вид на дальние поля, деревья и дома. На горизонте виден морской берег. «Жатва» является одной из немногих картин Брейгеля, на которых царит умиротворённость и спокойствие.
Наиболее интересны изображённые на переднем плане фигуры крестьян-жнецов. Некоторые из них продолжают работу, а другие едят и отдыхают у дерева. Один работник утомился и спит, раскинув руки и ноги. Его поза напоминает лежащего человека в другой известной картине Брейгеля — «Страна лентяев».

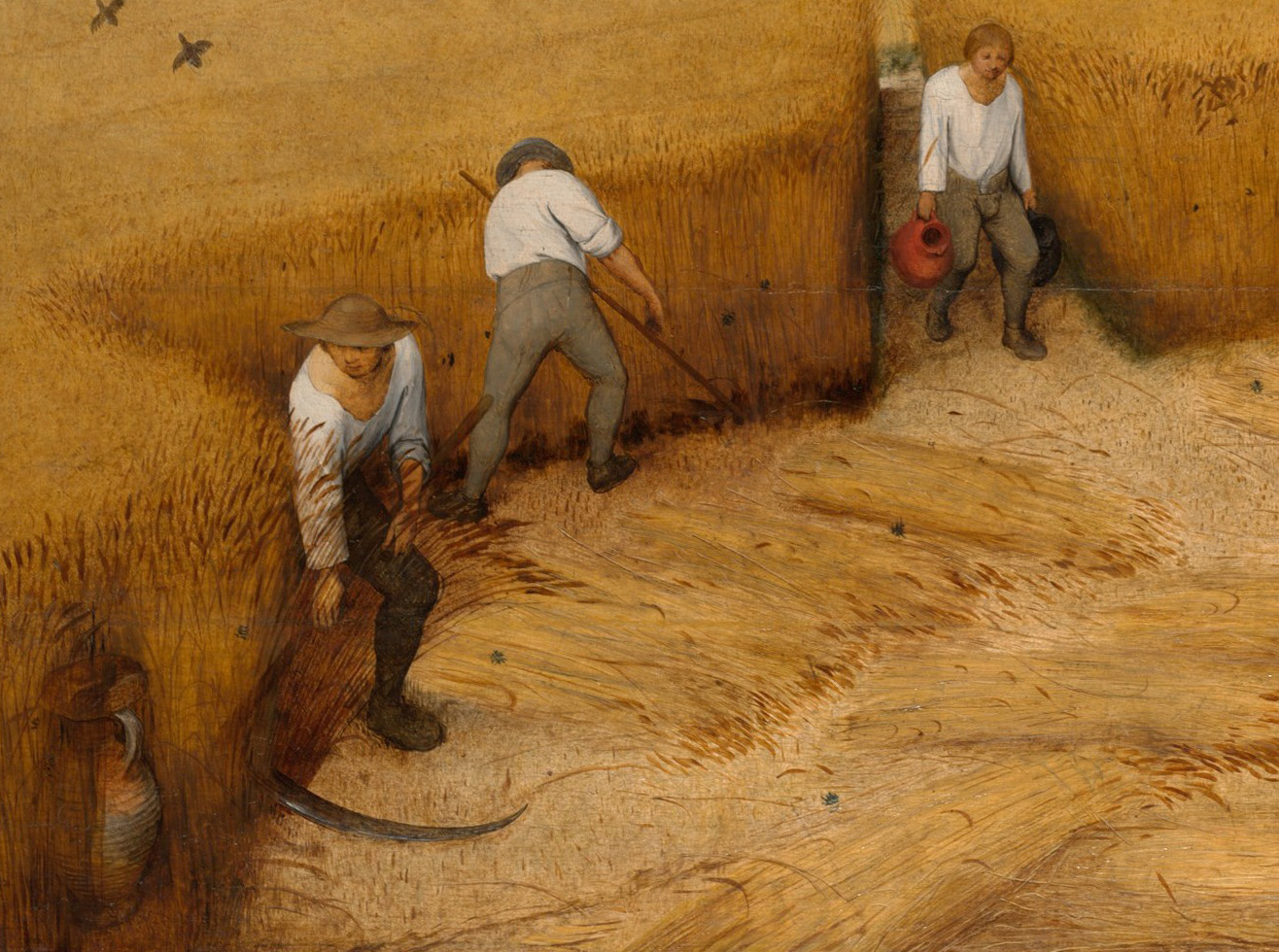
Жнецы за работой (фрагмент картины)
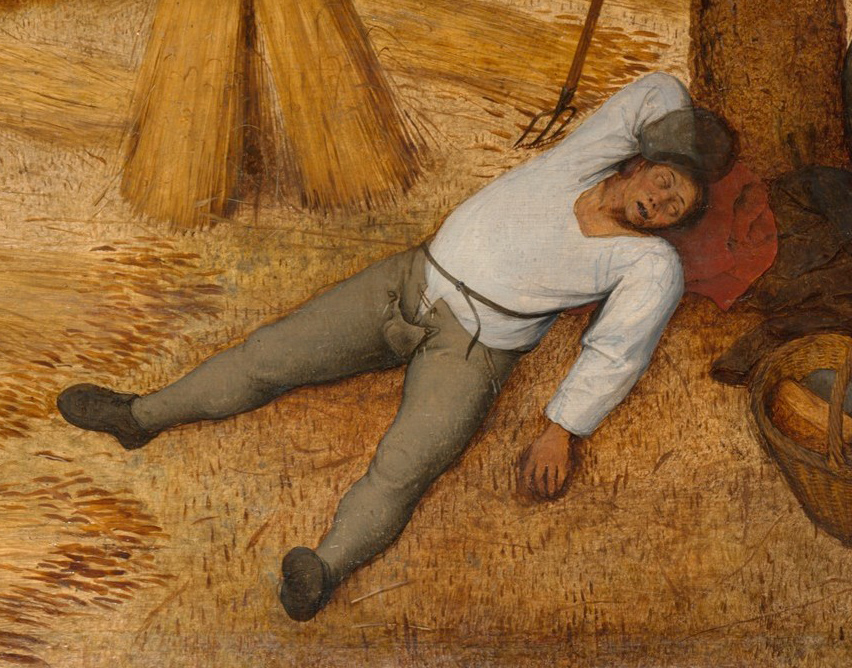
Спящий работник (фрагмент картины)
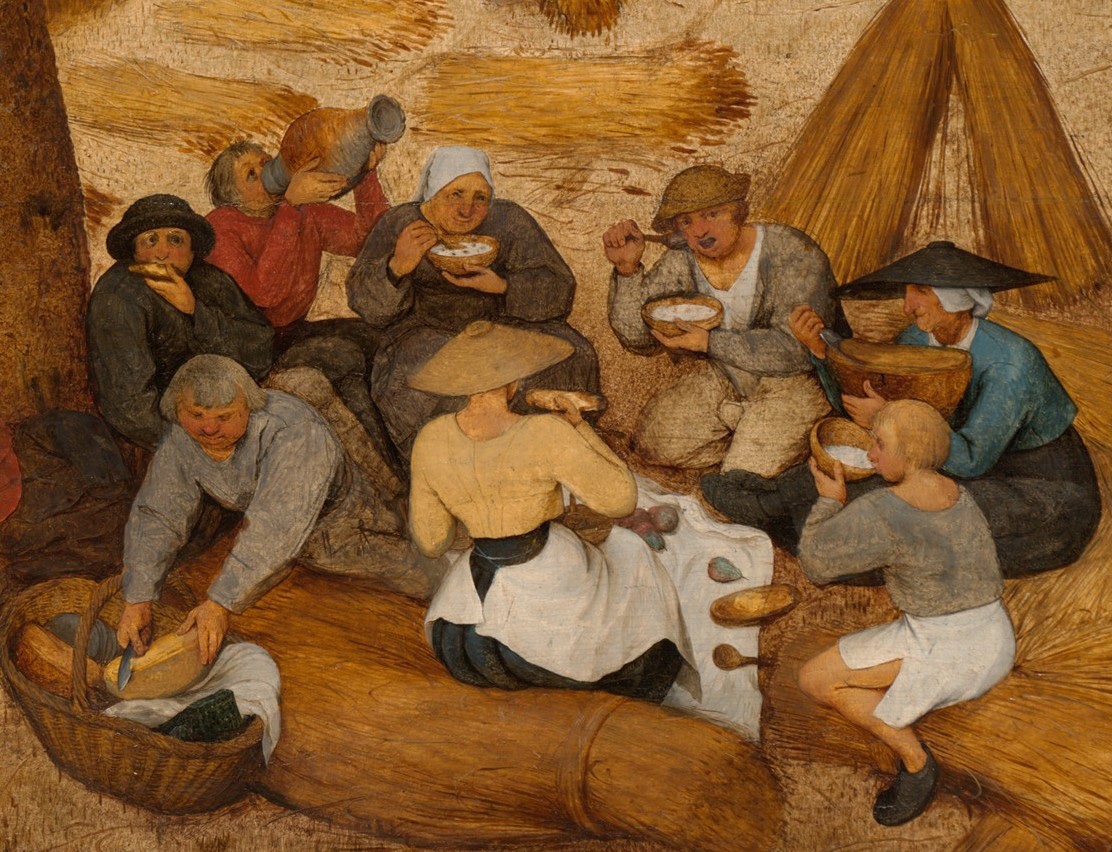
Отдых и перекус (фрагмент картины)

## История
Полагают, что серия из шести картин «Времена года» (или «Двенадцать месяцев»), из которых до настоящего времени сохранилось только пять, была написана Брейгелем по заказу антверпенского купца Николаса Йонгелинка (Niclaes Jongelinck). Сами картины датированы 1565 годом, и уже в 1566 году они находились в загородном доме у Йонгелинка.
В 1594 году картины были проданы за 1400 гульденов городскому совету Антверпена, который передал их в качестве подарка Эрнсту Австрийскому, штатгальтеру габсбургских Нидерландов, который в то время находился в Брюсселе. После его смерти в 1595 году картины переместились в Прагу к королю Богемии Рудольфу II.
До 1662 года картины (которых, судя по описанию, осталось уже пять) принадлежали эрцгерцогу Леопольду Вильгельму Австрийскому, а затем, до 1705 года — императору Леопольду I. После смерти Леопольда I картины оставались в императорской коллекции в Вене.
С 1809 года картина «Жатва» находилась в Вене и Париже у французского генерала, учёного и дипломата Антуана Франсуа Андреосси, который продал её в 1816 году. После этого до начала XX века местонахождение картины было неизвестно. Незадолго до 1912 года она находилась в Париже у Жака Дусе, а затем её приобрёл Поль Жан Селс (Paul Jean Cels) из Брюсселя, который и продал её музею Метрополитен в 1919 году.
На момент покупки картины музеем Метрополитен полагали, что картина была написана не самим Питером Брейгелем Старшим, а кем-то из его учеников или последователей — возможно, его сыном Яном Брейгелем Старшим. Позднее при исследовании стиля картины было высказано предположение, что на самом деле она могла была быть написана Питером Брейгелем Старшим. Это было окончательно подтверждено при расчистке картины, когда была отделена 2,5-дюймовая (примерно 6,35 см) деревянная планка, приделанная к нижней части картины, под которой была обнаружена подпись (BRVEGEL) и дата (LXV), в точности совпадавшие с тем, как подписывал свои произведения Питер Брейгель Старший.

## Другие картины цикла «Времена года»

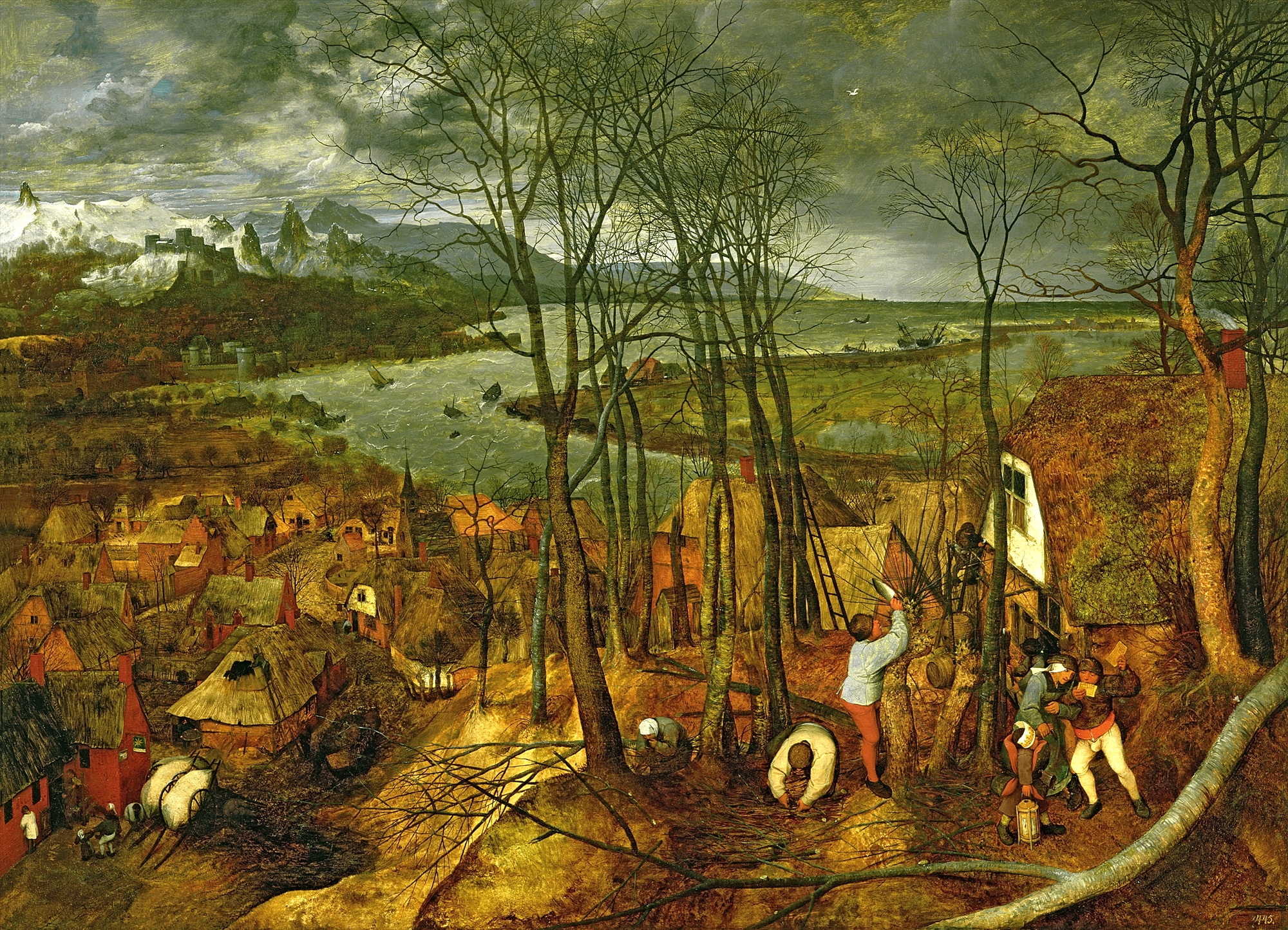
«Сумрачный день», 1565, Музей истории искусств, Вена
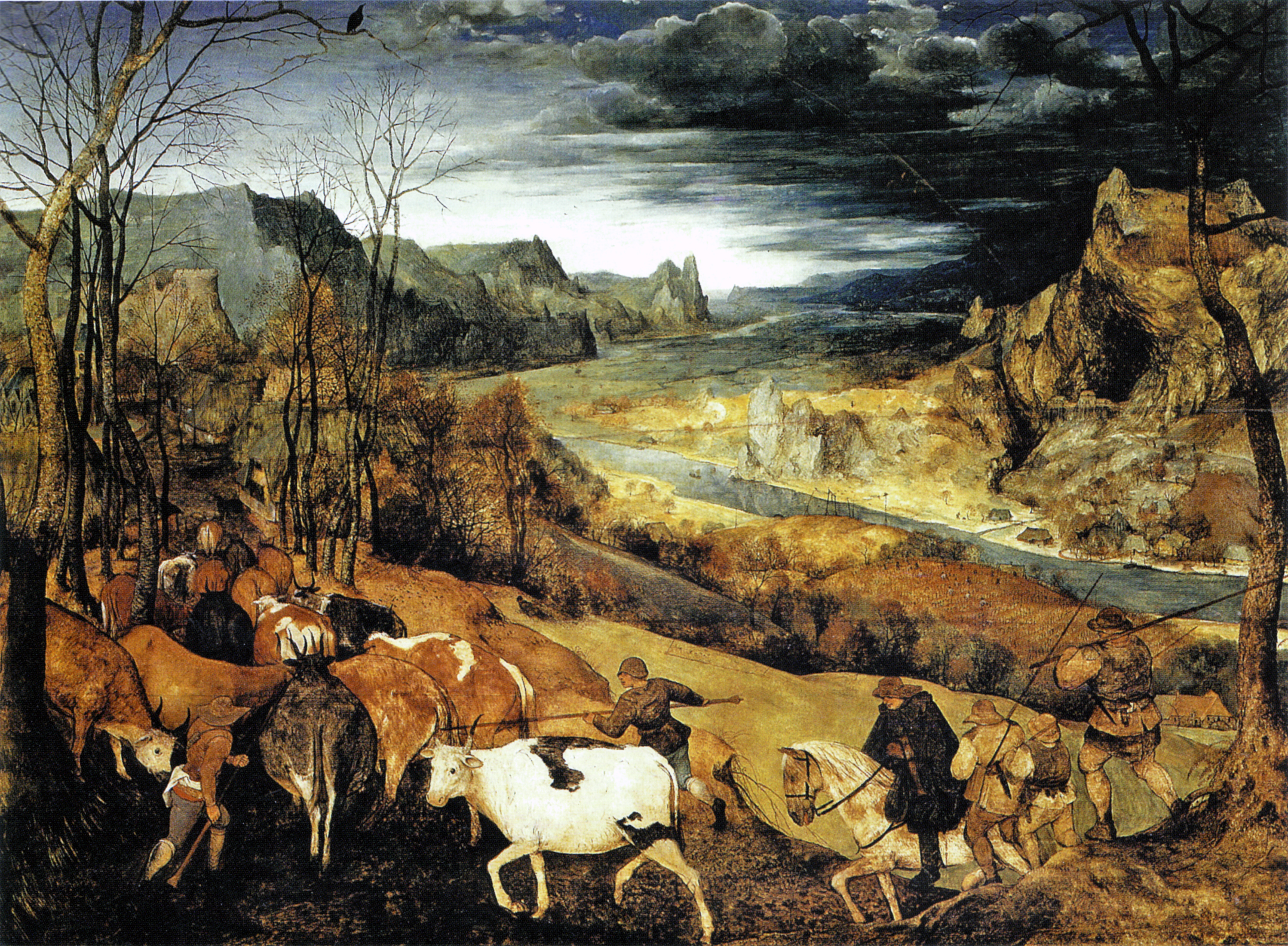
«Возвращение стада», 1565, Музей истории искусств, Вена
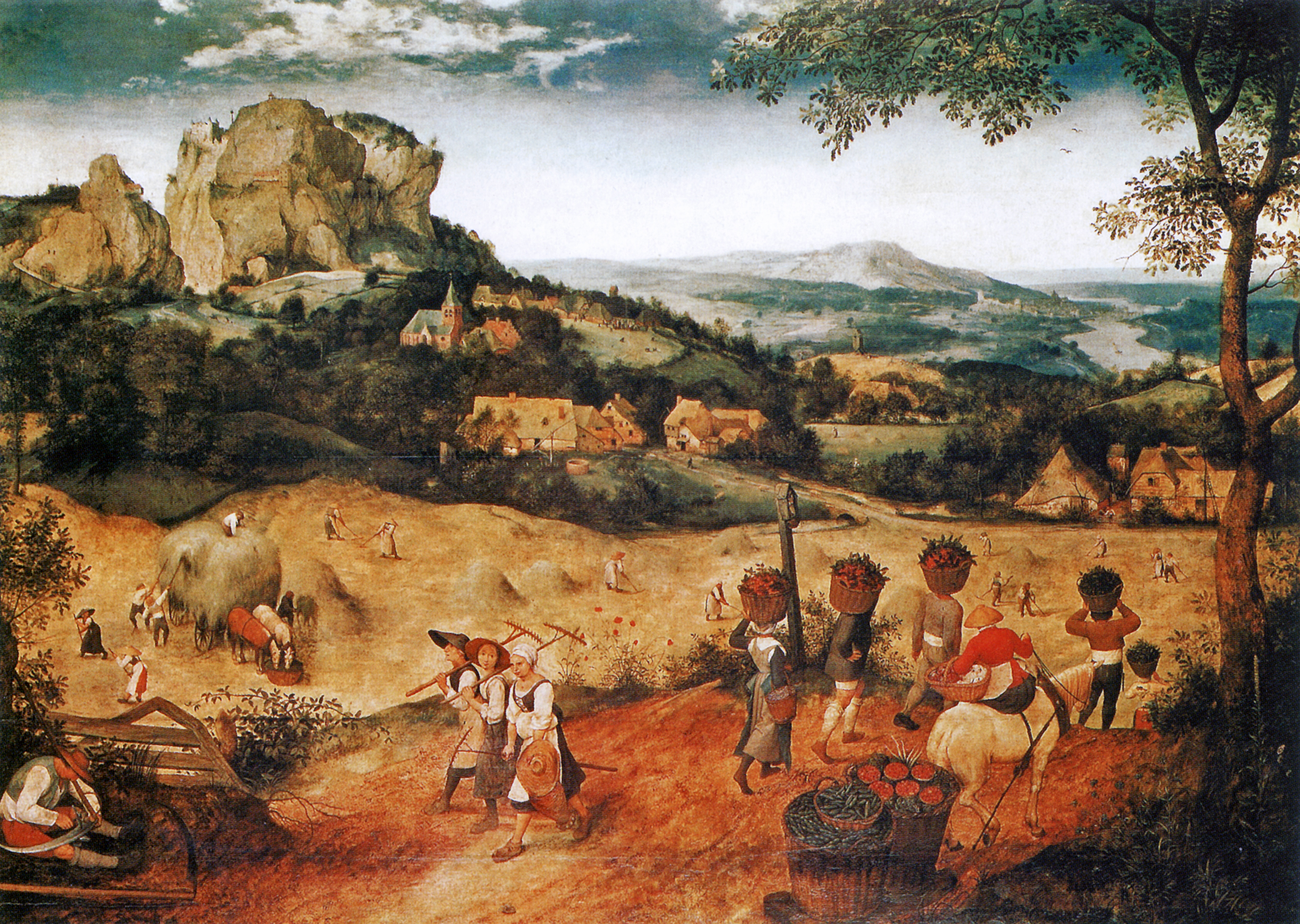
«Сенокос», 1565, Лобковицкий дворец, Прага
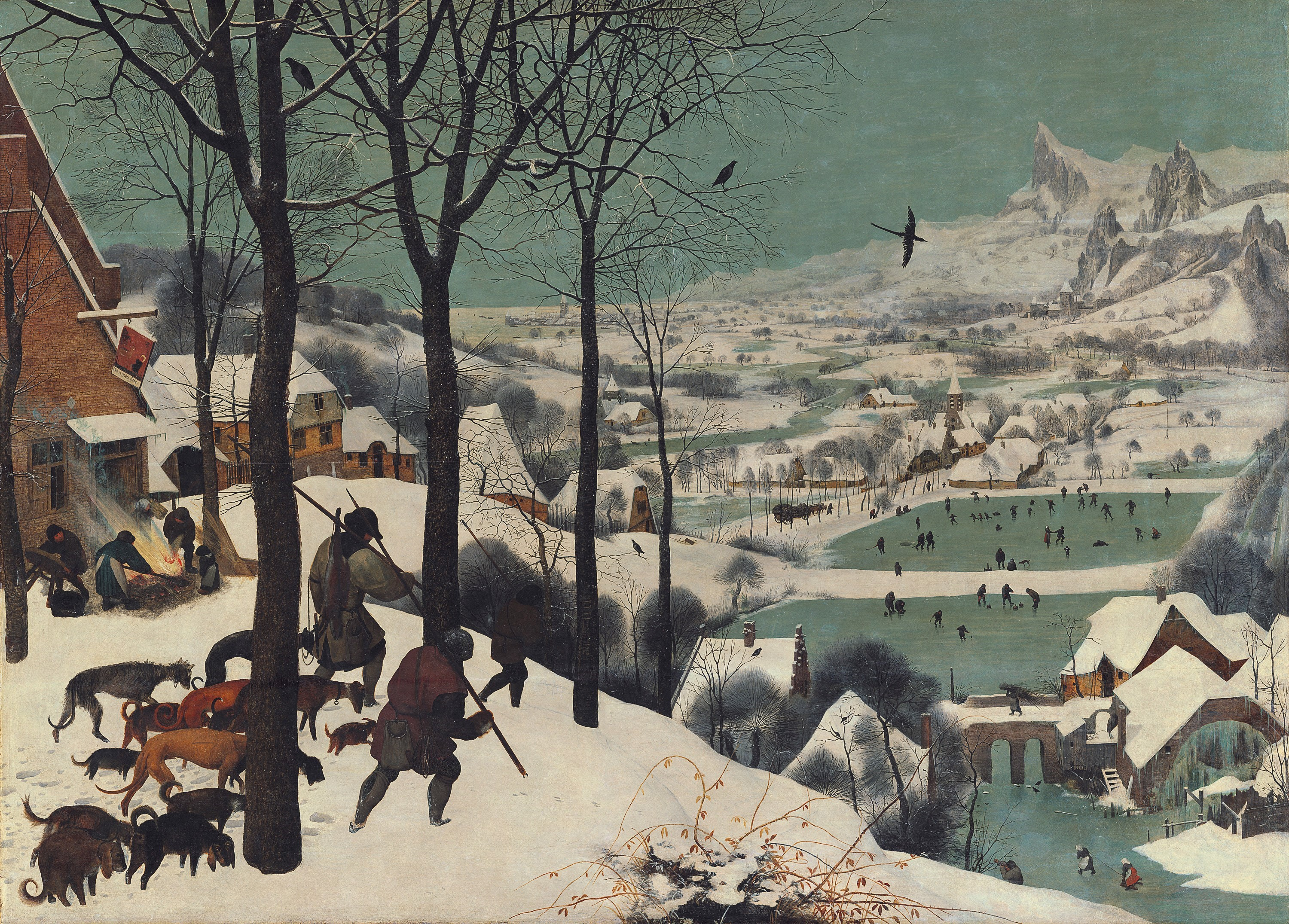
«Охотники на снегу», 1565, Музей истории искусств, Вена